# 2017 en catch
Chronologie du catch
- 2016 en catch - 2017 en catch - 2018 en catch

## Événements

### Janvier
- 4 janvier : La New Japan Pro Wrestling (NJPW) organise Wrestle Kingdom 11.
- 20 janvier : La Asistencia Asesoria y Administracion (AAA) organise Guerra de Titanes 2017[1].
- 29 janvier : La World Wrestling Entertainment (WWE) organise le Royal Rumble. Randy Orton y remporte le Royal Rumble match.

### Février
- 12 février : La WWE organise Elimination Chamber (2017).
- 17 février : La All Japan Pro Wrestling (AJPW) organise le tournoi Junior Battle Of Glory qui voit la victoire de Koji Iwamoto en finale le 26 février[2],[3].

### Mars
- 5 mars : La WWE organise Fastlane (2017)
- 19 mars : La AAA organise Rey de Reyes[4].

- 24 mars : La WWE annoncent que Rikidōzan, Dr. Jerry Graham (en), Haystacks Calhoun, Luther Lindsay (en), June Byers, Judy Grable, Farmer Burns et Toots Mondt vont recevoir le WWE Legacy Award[5].

- 30 mars : Kurt Angle, Teddy Long, Beth Phoenix, Diamond Dallas Page, Rick Rude ainsi que Ricky Morton et Robert Gibson entrent officiellement dans le WWE Hall of Fame[6].

### Avril
- 1 avril : La Combat Zone Wrestling (CZW) organise le tournoi Best of the Best qui voit la victoire de Dave Crist en finale face à Shane Strickland[7]
- 2 avril : La WWE organise WrestleMania 33.
- 7 avril : Le Consejo Mundial de Lucha Libre (CMLL) organise le tournoi Reyes del Aire remporté par Ángel de Oro[8].
- 14 avril : Le CMLL organise le tournoi La Copa Junior qui voit la victoire de El Soberano, Jr. (en) le 28 avril[9],[10].
- 30 avril : La WWE organise le pay-per wiew Payback (2017), exclusif à WWE RAW

### Juin
- 2 juin : Début du tournoi Gran Alternativa organisé par le CMLL qui voit la victoire de Carístico et El Soberano, Jr. (en) le 16 juin[11],[12].
- 4 juin : La WWE organise le pay-per wiew Extreme Rules (2017), exclusif à WWE RAW.
- 18 juin : La WWE organise le pay-per wiew Money in the Bank (2017) exclusif à WWE SmackDown Live.

### Juillet
- 9 juillet : La WWE organise le pay-per wiew Great Balls of Fire (2017) exclusif à WWE RAW.

- 23 juillet : La WWE organise le pay-per wiew Battleground (2017) exclusif à WWE SmackDown Live.

### Août
- 20 août : La WWE organise le pay-per wiew SummerSlam (2017), 3ème pay-per wiew du Big Four (Royal Rumble, WrestleMania, SummerSlam et Survivor Series) de l'année.

### Septembre
- 24 juillet ; La WWE organise le pay-per wiew No Mercy (2017), exclusif à WWE RAW.

### Octobre
- 8 octobre : La WWE organise le pay-per wiew Hell in a Cell (2017), exclusif à WWE SmackDown Live.
- 13 octobre : Le CMLL organise le tournoi Leyenda de Plata qui voit la victoire de Volador Jr. face à Carístico en finale le 20 octobre[13],[14].

- 22 octobre : La WWE organise le pay-per wiew TLC: Tables, Ladders and Chairs (2017)

## Retraites
- Ricardo Rodriguez[15]
- Shelly Martinez[16]
- Tyson Kidd
- Velvet Sky[17]
- Eva Marie
- Atsushi Onita (en)[18]
- Manami Toyota
- Sid Vicious
- Candice Michelle
- Great Kabuki (en)

## Décès
- 9 janvier : Timothy Well (en), à la suite d'une insuffisance rénale, 55 ans[19].
- 15 janvier : Jimmy Snuka (né James William Reiher) à la suite d'un cancer de l'estomac, 73 ans[20].
- 25 janvier : Jun Izumida (en), à la suite d'une crise cardiaque, 51 ans[21].
- 11 février : Chavo Guerrero, Sr. (né Salvador Guerrero Llanes III) à la suite d'un cancer du foie, 68 ans[22].
- 16 février :
  - George Steele (né William James Myers), 79 ans[23].
  - Nicole Bass à la suite d'une crise cardiaque, 52 ans[24].
- 18 février : Ivan Koloff (né Oreal Donald Perras) à la suite d'une insuffisance rénale[25].
- 21 février : Johnny K-9 (né Ion William Croitoru) à la suite d'un œdème pulmonaire, 53 ans[26].
- 7 mars : Ron Bass (en) (né Ronald Heard), 68 ans[27].
- 8 avril : Fishman (en) (né José Ángel Nájera Sánchez), à la suite d'une crise cardiaque, 66 ans[28].
- 10 avril : Larry Sharpe (né Larry Weil) catcheur et entraineur de catch mort à la suite d'un cancer du foie, 66 ans[29].
- 28 avril : Brazo de Oro (en) (né Jesús Alvarado Nieves), 57 ans[30].
- 7 mai : Gran Apache (en) (né Mario Balbuena Gonzalez) à la suite d'un cancer de l'intestin[31].
- 23 juin : Mr. Pogo (en) (né Tetsuo Sekigawa), 66 ans[32].
- 14 septembre : Otto Wanz, 74 ans[33].
- 17 septembre : Bobby Heenan, 72 ans[34].
- 3 octobre : Lance Russell (en), commentateur de catch sur Memphis à la Continental Wrestling Association[35].
- 9 décembre : Tom Zenk, 59 ans[36].